# Парламентские выборы в Антигуа и Барбуде (2009)
Парламентские выборы в Антигуа и Барбуде проходили 12 марта 2009 года для избрания членов Палаты представителей парламента Антигуа и Барбуды. Результатом стала победа Объединённой прогрессивной партии, которая получила девять из семнадцати избранных мест в Палате представителей и осталась правящей партии, её лидер Уинстон Болдуин Спенсер вновь стал премьер-министром.

## Ход выборов
За три дня до выборов Торговая палата сообщила о наблюдениях нарушений при регистрации избирателей и призвала провести расследование по этому поводу. Например, в округе Святого Петра регистрация избирателей увеличилась на 41 %. 
За выборами наблюдала группа наблюдателей в составе трёх человек из Белиза, Канады и Гайаны.

## Результаты
| |                                       |        |       |       |       |  |  |  |  |
| Партия | Партия                                | Голоса | %     | Места | +/-   |  |  |  |  |
| | Объединённая прогрессивная партия     | 21 239 | 50,95 | 9     | -3    |  |  |  |  |
| | Лейбористская партия                  | 19 657 | 47,16 | 7     | +3    |  |  |  |  |
| | Народное движение Барбуды             | 474    | 1,14  | 1     | 0     |  |  |  |  |
| | Организация национального развития    | 119    | 0,29  | 0     | новая |  |  |  |  |
| | Независимые                           | 196    | 0,47  | 0     | 0     |  |  |  |  |
| Всего | Всего                                 | 41 685 | 100   | 17    | 0     |  |  |  |  |
| Действительных бюллетеней | Действительных бюллетеней             | 41 685 | 99,52 | -     | -     |  |  |  |  |
| Недействительных/пустых бюллетеней                                                                                              | Недействительных/пустых бюллетеней    | 201    | 0,48  | -     | -     |  |  |  |  |
| Всего голосов | Всего голосов                         | 41 886 | 100   | -     | -     |  |  |  |  |
| Зарегистрированных избирателей / Явка                                                                                           | Зарегистрированных избирателей / Явка | 52 183 | 80,27 | -     | -     |  |  |  |  |
| Источники: PDBA Архивная копия от 30 августа 2021 на Wayback Machine, IFES Архивная копия от 30 августа 2021 на Wayback Machine |                                       |        |       |       |       |  |  |  |  |

## Последующие события
31 марта 2010 года судья аннулировал выборы лидера Объединённой прогрессивной партии Спенсера и двух других депутатов партии, поставив под сомнение большинство членов ОПП. Однако 24 октября Апелляционный суд Восточно-Карибского Верховного суда отменил решение Высокого суда и постановил, что три члена парламента были избраны должным образом.